# Стопанство на Украйна
Украйна е индустриално-аграрна страна в преход към пазарна икономика.
Украйна е изключително богата на полезни изкопаеми (притежава около 5 % от световните запаси). Тя разполага с най-големите запаси на манганова и титанова руда в света. Големи са и залежите на другите руди на цветните метали, а по запаси на желязна руда (Кривой рог и Керч) е на 3-то място в света. Страната е много богата на висококачествени черни въглища (Донецкия басейн). Огромните залежи на въглища осигуряват запаси за още 300 години. Добиват се въглища, нефт и природен газ, желязна, манганова и руди на цветни метали. Основни промишлени отрасли – черна и цветна металургия, машиностроене, електротехническа промишленост, приборостроене, химическа, текстилна, хранително-вкусова и др. Селско стопанство – основни култури – пшеница, царевица, ръж, просо, картофи, захарно цвекло, лен, коноп, хмел, слънчоглед, плодове, зеленчуци, лозя и др. Животновъдство – едър рогат добитък, овце, кози, свине, домашни птици. Развит е и риболовът – морски, в язовирите и реките.
Металургията заема водещо място в промишлеността. В ОНД делът на Украйна в добива на желязна руда е 50%, манган – 75% (пето място в света, 32% от световния добив, или около 50 млн. тона годишно), 44% от производството на кокс, 43% от добива на чугун, 36% от стоманата, 35% от проката на ОНД. Една трета от общия украински износ се пада на черните метали и железните сплави. В областта на цветната металургия Украйна практически е монополист в производството на титан. Годишно се добиват и над 1 млн.тона алуминиев концентрат. Металургията дава 20% от общия обем на промишленото производство. В отрасъла са заети 420.000 души или 7,4% от трудоспособното население. Трябва обаче да се отбележи, че основното оборудване е силно износено и технологически остаряло. Нуждата от инвестиции в отрасъла се определя в размер на 15 млрд. долара.
Независимо от драстичния спад в икономиката след отделянето на Украйна от СССР (1991 г.), водещи промишлени отрасли си остават черната и цветната металургия (осигуряват почти 1/5 от БВП на страната) и машиностроенето (доминира транспортното машиностроене – автомобили, локомотиви, кораби и др.) Важно място в икономиката заемат приборостроенето, химическата промишленост (производство на минерални торове, средства за растителна защита, сярна киселина, сода и др.) и електротехническата промишленост и др. Запасите от нефт и природен газ обаче са малко и страната внася около 3/4 от тези горива за нуждите на енергетиката.
Страната е източноевропейски зърнен гигант – за 2000 г. производството на пшеница е 21 млн. т. Тя е един от световните лидери в производители на зърнени храни (пшеница, царевица и др.) и най-голям производител на захарно цвекло.